# Golf und Land Club Köln
De Golf und Land Club Köln is een van de oudste golfclubs in Duitsland, gevestigd in Bergisch Gladbach in de deelstaat Noordrijn-Westfalen.
De club werd in 1906 opgericht. De baan lag toen in de ring van een renbaan. De huidige baan dateert uit de jaren 70. Hij werd ontworpen door Bernhard von Limburger en ligt in een oud bos. Er loopt een beek door, die op hole 11 en hole 13 een hindernis vormt.

## Toernooien
- 1978: Duits Open, gewonnen door Severiano Ballesteros (-20), die Neil Coles twee slagen achter zich liet.
- 1983: Duits Open, gewonnen door de Amerikaan Corey Pavin (-13), Ballersteros en Tony Johnstone werden 2de met -10.
- 2002: Duits Amateurkampioenschap (German International Amateur Championship), ook andere jaren
- Hennesy Cup voor dames